# Ачесон, Эдвард Гудрич
Эдвард Гудрич Ачесон  (англ. Edward Goodrich Acheson; 9 марта 1856 — 6 июля 1931 г.) — американский химик.

## Биография
Родился в Вашингтоне, штат Пенсильвания. Ачесон был изобретателем процесса синтеза карбида кремния, названого его именем, и, который до сих пор используется для производства карбида кремния (карборунда). С 1908 по 1909 год был президентом Электрохимического общества.

## Награды
- 1894 — Медаль Джона Скотта
- 1901 — Медаль Джона Скотта
- 1907 — Премия Румфорда, «For the application of heat in the electric furnace to the industrial production of carborundum, graphite, and other new and useful substances.»[5]
- 1910 — Медаль Перкина
- 1929 — Медаль Эдварда Гудрича Ачесона[англ.], награда Электрохимического общества[англ.] названная в его честь. Ачесон был первым награждённым этой медалью.
- 1997 — введён в Национальный зал славы изобретателей